# Кропивницкое (Донецкая область)
Кропивницкое (укр. Кропивницьке) — посёлок в Волновахском районе Донецкой области Украины.
Население по переписи 2001 года составляло 280 человек. Почтовый индекс — 85751. Телефонный код — 6244. Код КОАТУУ — 1421587903.

## Местный совет
85751, Донецька обл., Волноваський р-н, с. Степне, вул. Леніна, 14  (укр.)